# اچ‌ام‌اس بلک ایگل
اچ‌ام‌اس بلک ایگل (به انگلیسی: HMS Black Eagle) یک کشتی بود که طول آن ۱۵۵ فوت ۳ اینچ (۴۷٫۳ متر) بود. این کشتی در سال ۱۸۳۱ ساخته شد.